# Tetraponera nigra
Tetraponera nigra är en myrart som först beskrevs av Jerdon 1851.  Tetraponera nigra ingår i släktet Tetraponera och familjen myror.

## Underarter
Arten delas in i följande underarter:
- T. n. fergusoni
- T. n. insularis
- T. n. krama
- T. n. nigra

## Bildgalleri

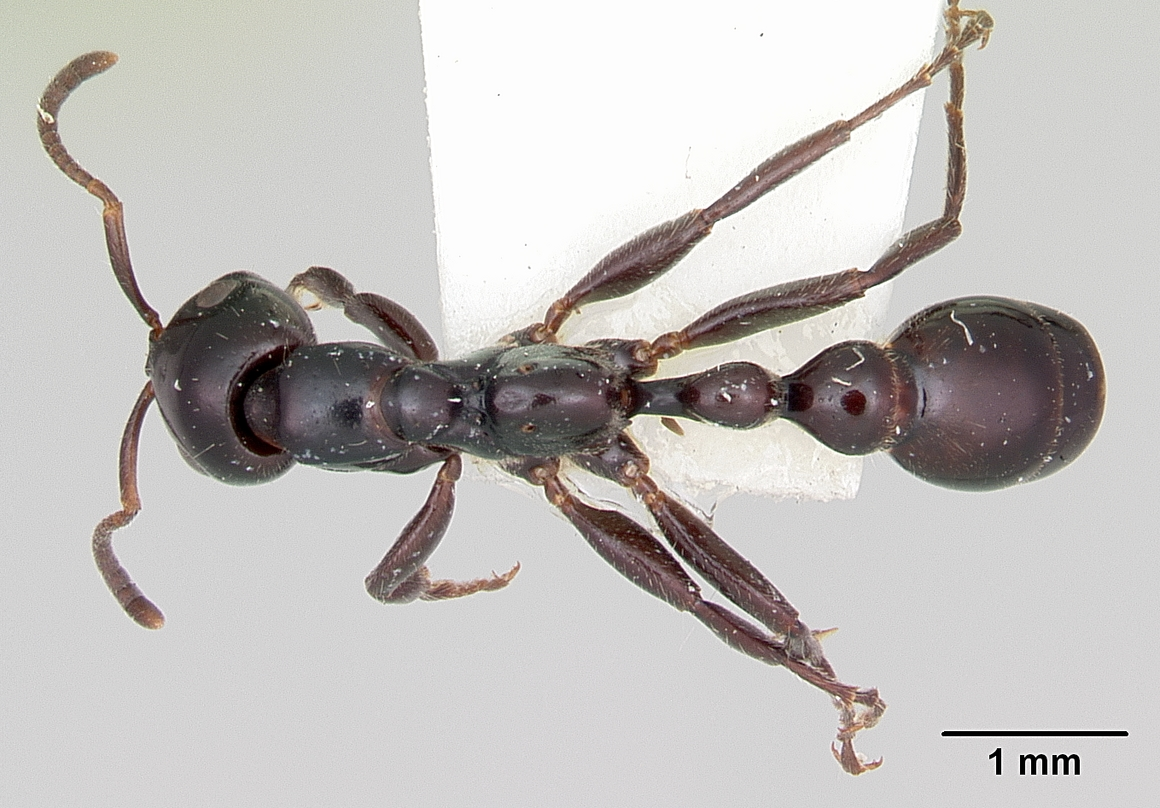
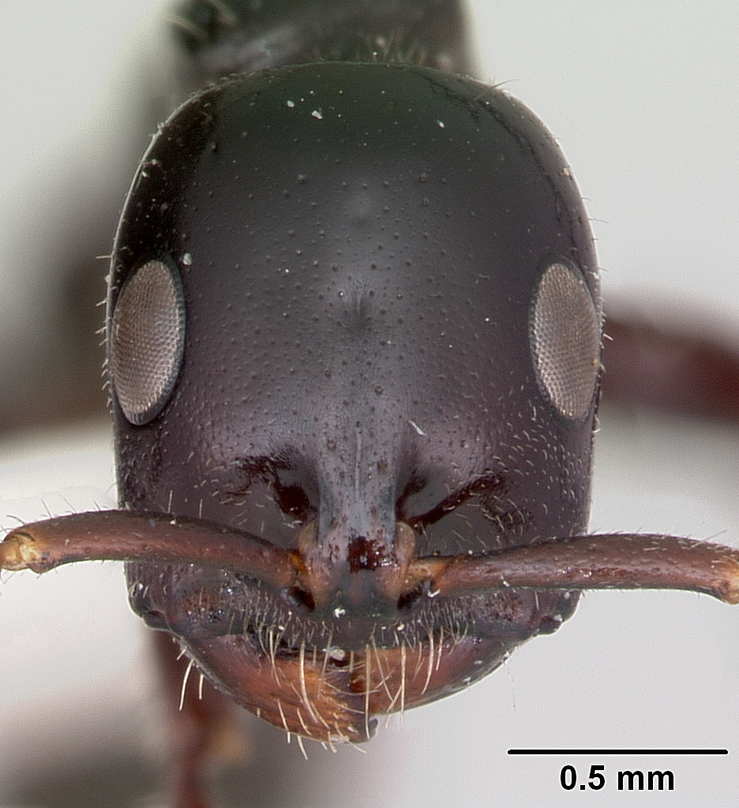
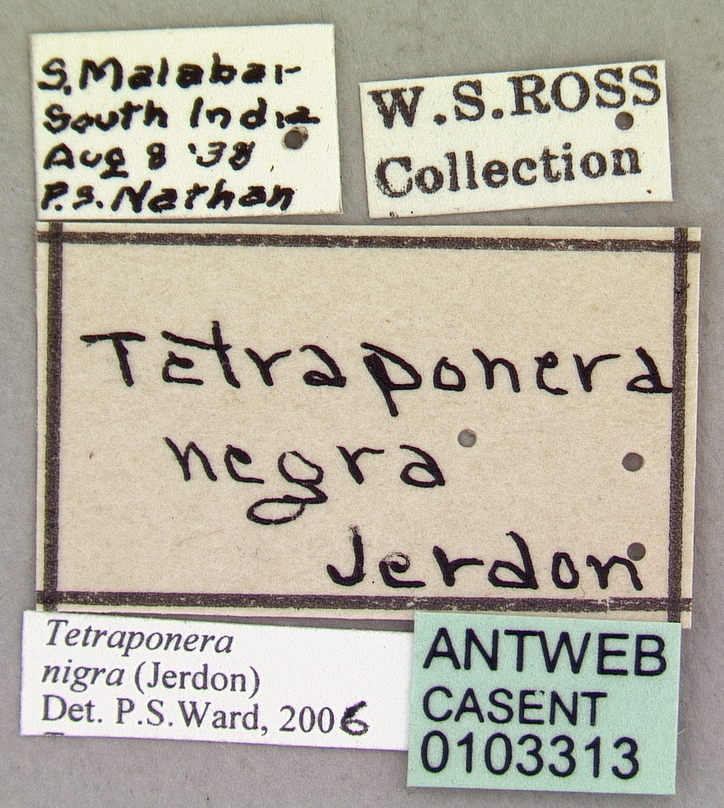
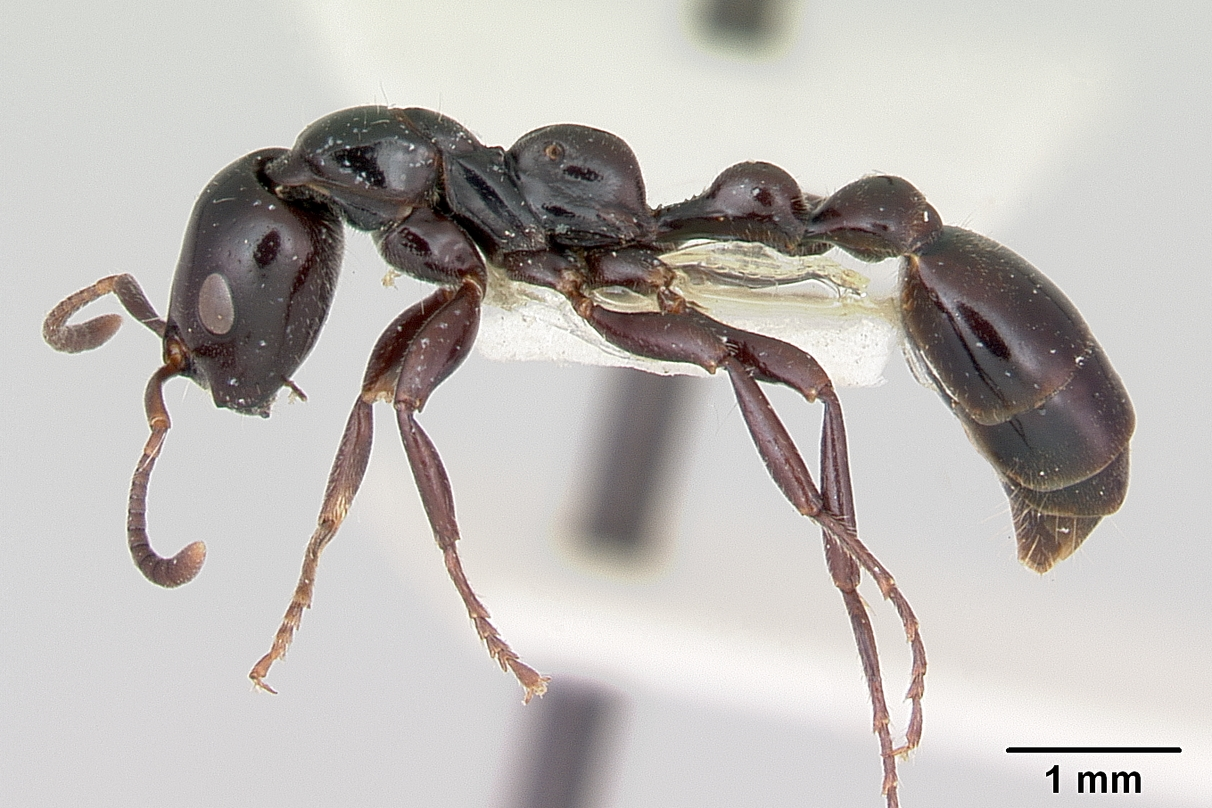
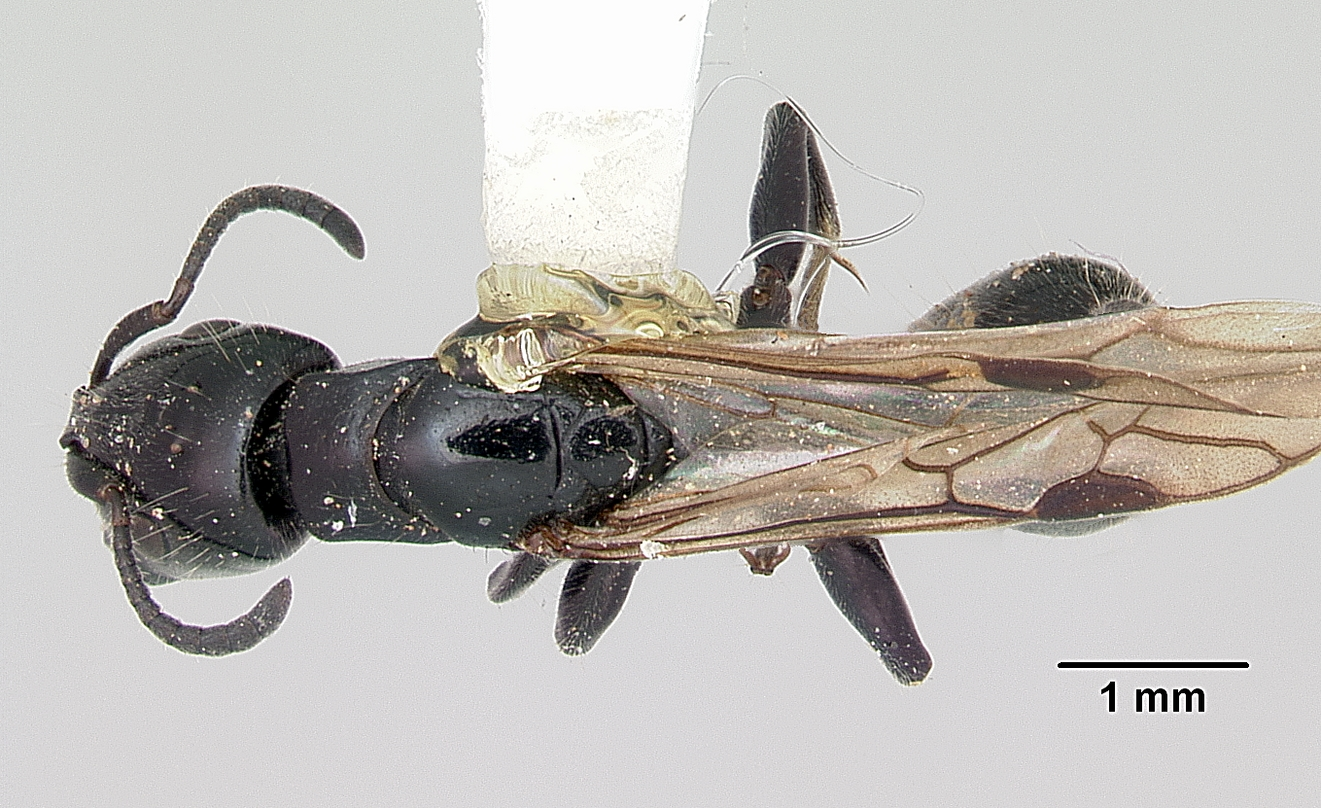
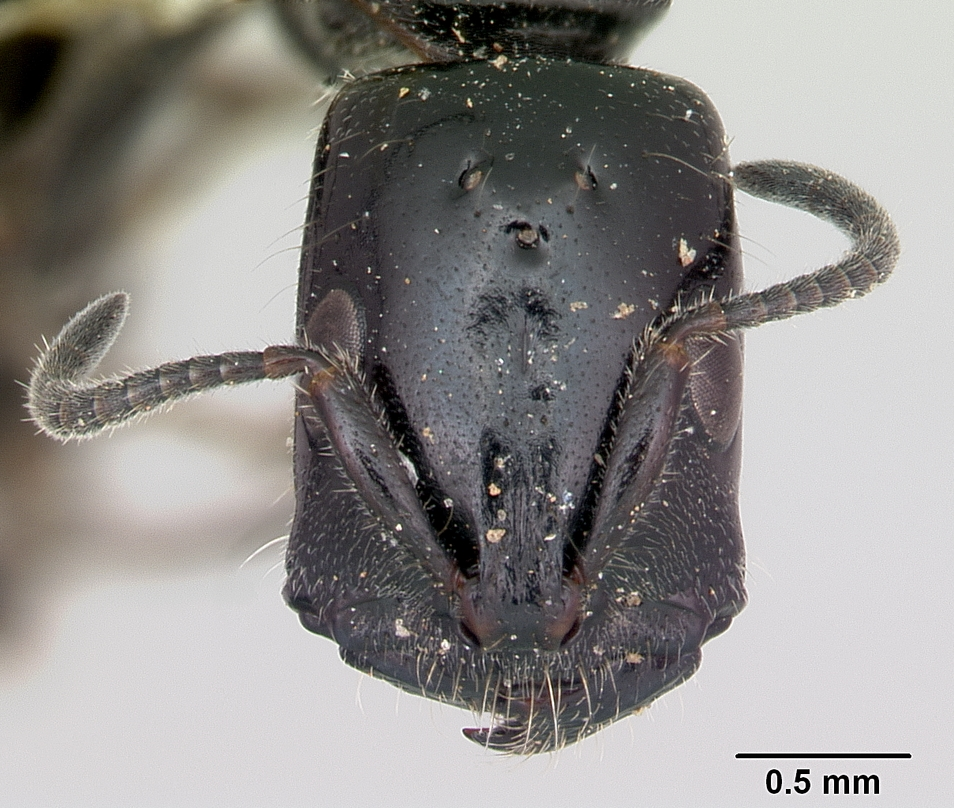